# Aulosepalum
Aulosepalum ist eine Gattung aus der Familie der Orchideen (Orchidaceae). Sie besteht aus etwa sechs bis zwölf Arten krautiger Pflanzen, die in Mittelamerika beheimatet sind.

## Beschreibung
Die Arten der Gattung Aulosepalum bilden eine grundständige Rosette aus Laubblättern. Die Blätter sind breit bis schmal oval geformt, am Ende spitz zulaufend, lang gestielt. Die fleischig zigarrenförmig verdickten, behaarten Wurzeln setzen in einem Büschel an der Basis des Sprosses an.
Der traubige Blütenstand erscheint endständig, zu dieser Zeit verwelken die Blätter. Er trägt im oberen Bereich zahlreiche resupinierte Blüten und wird von Hochblättern umfasst. Der Fruchtknoten ist etwas spiralig verdreht. Die drei gleich gestalteten Sepalen sind an der Basis miteinander zu einer Röhre verwachsen, an der Spitze zurückgeschlagen. Die seitlichen Petalen liegen dicht am oberen Petal an. Auf der Außenseite sind die Blütenblätter vor allem an ihrer Basis drüsig behaart. An ihrer Ansatzstelle am Fruchtknoten bilden sie ein Nektarium. Die Lippe beginnt an der Basis mit einem langen, schmalen Teil, der vordere Teil ist breiter oval. Zwischen diesen beiden Teilen sitzen zwei nach hinten gerichtete Nektardrüsen. Die nach oben geschlagenen Seiten der Lippe formen mit der Säule einen schmalen Zugang zum Nektarium. Die Lippe ist auf der Innenseite behaart. Die Säule ist leicht keulenförmig und auf der Unterseite etwas behaart. An der Ansatzstelle zum Fruchtknoten bildet sie eine Verlängerung, den Säulenfuß. Die Narbe besteht aus zwei zusammenhängenden Flächen. Das Staubblatt befindet sich dorsal, es enthält zwei Pollinien, die jeweils wieder tief zweigeteilt sind. Es gibt zwar kein ausgeprägtes Stielchen zwischen Pollinium und der Klebscheibe (Viscidium), jedoch sind die Pollinien an der Seite, an der sie mit der Klebscheibe herausgezogen werden, hart und fest zusammenklebend, weiter entfernt von der Klebscheibe werden sie bröseliger. Die Säule umgibt das Staubblatt mit einem fast röhrenförmig über dieses gewachsene Gewebe (Klinandrium) und seitlich mit zwei Staminodien. Das Trenngewebe zwischen Narbe und Staubblatt (Rostellum) ist nur wenig ausgeprägt.
Die Kapselfrüchte sind oval geformt, sie enthalten zahlreiche sehr kleine Samen (780 µm).

## Vorkommen
Aulosepalum ist in Mittelamerika von Mexiko bis Panama verbreitet. Die Arten kommen in Höhenlagen von 200 bis 2800 Meter vor. Die Standorte sind durch ein saisonal trockenes Klima geprägt, die Trockenzeit überstehen die Pflanzen blattlos mit Hilfe der verdickten Wurzeln. Am Anfang der Regenzeit entwickeln sich die Blätter, am Anfang der Trockenzeit erscheinen die Blüten und die Blätter verwelken. Die Samen sind dann bis zur nächsten Regenzeit reif.

## Systematik und botanische Geschichte
Aulosepalum wird innerhalb der Tribus Cranichideae in die Subtribus Spiranthinae eingeordnet. Verwandte Gattungen sind Beloglottis und Svenkoeltzia.
Die Gattung Auosepalum hat eine verwickelte Geschichte der botanischen Zuordnung und Benennung. Aufgestellt wurde sie von Rudolf Schlechter 1920 unter dem Namen Gamosepalum in Beihefte zum Botanischen Centralblatt. Abt. 2 Band 37, Teil 2, Seite 429. Allerdings war dieser Name schon 1897 von Haussknecht für andere Pflanzen verwendet worden, so dass dieser Name für Schlechters Orchideen nicht gültig war. Erst 1980 gab Leslie Garay der Gattung den neuen Namen Aulosepalum in Botanical Museum Leaflets (Harvard University), Band 28, Teil 4, Seite 298, der sich auf die röhrig verwachsenen Blütenblätter bezieht. Im Rahmen seiner Arbeit wies Garay dieser und verwandten Gattungen eine Typusart zu und ordnete die Zugehörigkeit weiterer Arten entsprechend. Von Pamela Burns-Balogh wurde eine unterschiedliche Typifizierung vorgeschlagen, die sich ihrer Meinung nach eher an Schlechters originalen Beschreibungen orientiere. Garays Aulosepalum hemichrea dient ihr als Typusart für die Gattung Deiregyne. In der Folge wurden von ihr fast alle Arten der Gattung Aulosepalum als Deiregyne beschrieben. Andere Botaniker argumentieren, Schlechters schwammige Beschreibungen passten auf sehr viele verwandte Orchideen und könnten daher nicht als Grundlage dienen, deshalb seien Garays Typusarten und Zuordnungen als gültig anzusehen.
Während Gerardo Salazar von etwa zwölf Arten schreibt, werden von Kew Gardens nur folgende neun zu Aulosepalum gezählt:
- Aulosepalum hemichrea (Lindl.) Garay: Sie kommt von Mexiko bis Nicaragua vor.[3]
- Aulosepalum nelsonii (Greenm.) Garay: Sie kommt in den mexikanischen Bundesstaaten Michoacán und Oaxaca vor.[3]
- Aulosepalum oestlundii (Burns-Bal.) Catling: Sie kommt nur im mexikanischen Bundesstaat Guerrero vor.[3]
- Aulosepalum pulchrum (Schltr.) Catling: Sie kommt vom südlichen Mexiko bis Guatemala vor.[3]
- Aulosepalum pyramidale (Lindl.) M.A.Dix & M.W.Dix (Syn.: Kionophyton pyramidalis (Lindl.) Garay): Sie kommt von Mexiko bis Costa Rica vor.[3]
- Aulosepalum ramentaceum (Lindl.) Garay: Sie kommt nur in den mexikanischen Bundesstaaten Tamaulipas und San Luis Potosí vor.[3]
- Aulosepalum riodelayense (Burns-Bal.) Salazar (Syn.: Kionophyton riodelayensis (Burns-Bal.) Catling): Sie kommt nur im mexikanischen Bundesstaat Oaxaca vor.[3]
- Aulosepalum tenuiflorum (Greenm.) Garay: Sie kommt in den mexikanischen Bundesstaaten Morelos und Guerrero vor.[3]
- Aulosepalum trufulae (Archila & Chiron) J.M.H.Shaw: Sie kommt in Guatemala vor.[3]